# 世帯普及率
世帯普及率（せたいふきゅうりつ）とは、ある製品の100世帯あたりの保有数のことである。
この世帯普及率がある程度まで高まることを大衆化といい、テレビや冷蔵庫、自動車などがこれにあたる。（家庭の電化、モータリゼーションなども参照）またテレビなど、平均して1世帯につき2つ以上保有するようになることを分衆化という。